# Fenioux (rzeka)
Fenioux – rzeka we Francji, przepływająca przez teren departamentu Deux-Sèvres, o długości 12,6 km. Stanowi dopływ rzeki Saumort.